# 網路戀情
網路戀爱常簡稱為網戀，意指透過網際網路發展出的戀愛情誼，是網際網路問世之後所產生的新人際關係。通常可以分為兩大類型：從網路延伸到現實的愛情，以及僅發生在網路上的、雙方沒有真正見面、相處的愛情。
透過網路約會服務與網路交友，或是各種聊天室、討論區、社交软件、社交網站，是最有可能發生網路戀情的地方。

## 簡介
網際網路的限制可能是網路戀情發展的好處之一，它鼓勵了人們集中展現自己的個性，人們在網際網路上必須發言而且是要能讓對方瞭解的發言，許多網路戀情最後發展成真實生活中穩定的婚姻關係，透過網路戀愛的夫婦一開始就了解要如何與對方溝通。
但是網路戀人在未正式見面之前，與一般戀愛也有很大的差異。許多透過網路戀愛的情侶在見面之前，就已經在網路上認識對方相當長一段時間，這時經常會有重疊的陌生感和親切感，是網路戀情的特色之一。
此外，網路戀情也隱藏有潛在的風險，由於無法面對面交談，很難了解對方言詞的真實性，有許多初次的網路後面對面約會，演變為約會強暴或是金融詐欺的犯罪，這一點經常引起廣泛的討論，今日防範犯罪宣導中，多加上了針對網路戀情的風險呼籲，強調不論是什麼關係，如面對面見面，最好都不要孤身前往，見面則約在公共場所。
另一個爭議的地方則是已婚者在正式婚姻關係之外所發展出的網路戀情，是否算是外遇的一種。
目前已有不少電影是以網路戀情為主題，如台灣電影《五月之戀》，日本電影《網路情人》，美國電影《電子情書》、《愛上電子情人》等；關於網路戀情的小說也相當多，知名的有1998年網路作家痞子蔡的《第一次的親密接觸》。
2000年台灣網站蕃薯藤專欄HerCafe曾與《張老師月刊》針對網路戀情做過訪談調查，分析出有超過三成的受訪者冀望能在網路上發展愛情。針對網路戀情的障礙，則有6成的受訪者認為「暱稱造成不信任感」、其次是「擔心對方會透過網路同時發展新的戀情」。此次訪談計有11957份有效回答，年齡有65.4%在15～29歲之間。

## 用語
在中国大陆的中，网恋的情侣线下第一次约会，可以称之为“奔现”。

## 面對面的差異
目前談到網路戀情，都將網際網路定位為一個交友的媒介，卻忽略了很多網路上的親密關係並不會發展到現實面對面接觸這一個步驟；然而，從交往到結束過程全部都發生在網路上的情形俯拾皆是。在現實生活中，問及個人的親密關係，大多數人將其視為極私密問題而不願意回答，例如只發生在網路上的愛情、網路性關係等較不願意透露，若利用線上溝通，則因為隔離、匿名、化名的特性，人們較容易卸下心防，願意將自己的隱私部分與人分享。張維安提到，在網路上以文字的即時互動中，文字失去了其深思熟慮的性質，轉而變成類似口語的情感反映，但卻也無面對面口語表達的面子問題，而能夠放膽表白。與此同時，網路戀情有極大可能衍生一系列問題，如詐騙、誘導未成年人性交等。
若從見面的有無，網路愛情可以分為兩大類型：從網路延伸到現實的愛情及僅發生在網路上的愛情，不涉及現實生活。

### 從網路延伸到現實
第一種類型是從網路延伸到現實的愛情，乃是以網路作為媒介，又可以分為見面確認關係型與見面發展關係型，見面發展關係型乃雙方透過網路認識，雙方見面相處過後才開始戀情；見面確認關係型雙方亦透過網路認識，在還沒見面之前，已發展出相當程度的戀愛感覺，再見面後確認彼此的關係。此類的網路愛情似乎在機會上有了更多的選擇，但是在外貌方面冒更大的風險，交友過程更多風險，其付出的時間成本更多，而網路作為媒介跟傳統實體書信筆友的差別可能是在瞬間呈現與延後呈現，此外，匿名性與想像亦佔了相當大的部分。

### 僅發生在網路上
第二種類型是僅發生在網路上的愛情，雙方在網路上陷入熱戀，甚至稱彼此為老公、老婆，但是卻從不見面，屬於精神上的戀愛。這種愛情大多是滿足對於愛情的期待或補償，如電影「電子情書」中對愛情的期待，找尋屬於自己心靈契合的伴侶；滿足實體世界所追尋不到的愛情，是一種補償作用，而且不需擔心現實的問題。

## 參看
- 網路友誼
- 社交網路服務
- 筆友
- 網路騷擾

## 外部連結
- GO TO CYBERLOVE--從網路看親密關係的轉變 （页面存档备份，存于） 歐貞延
- 網住e世情─網路戀情發展歷程及其影響因素之理論建構 余憶鳳
- 網路戀情協會; 此協會亦有論文發表 Thesis
- BBC關於網路戀情的研究 （页面存档备份，存于）
- 何謂網路戀情 （页面存档备份，存于）